# معركة نورثهامبتون
دارت  معركة نورثهامبتون  في 10 يوليو 1460 بين قوات أسرتي لانكستر ويورك خلال حرب الوردتين. انتهت المعركة بانتصار أسرة يورك، وأسر الملك هنري السادس.